# Soucieu-en-Jarrest
Soucieu-en-Jarrest är en kommun i departementet Rhône i regionen Auvergne-Rhône-Alpes i östra Frankrike. Kommunen ligger i kantonen Mornant som tillhör arrondissementet Lyon. År 2022 hade Soucieu-en-Jarrest 4 652 invånare.

## Befolkningsutveckling
Antalet invånare i kommunen Soucieu-en-Jarrest
| Referens: INSEE |